# Infiltradas
Infiltradas es una telenovela chilena de drama policíaco y suspenso creada por Coca Gómez. Se estrenó por Chilevisión el 3 de enero de 2011 y finalizada el 26 de mayo de 2011.
La trama toca temas como la suplantación de identidad, el abuso sexual infantil, la corrupción, la homosexualidad, la prostitución, la psicopatía, la sicariato, el tráfico de órganos, entre otros.
Protagonizada por Katty Kowaleczko en el doble personaje titular, junto a Ignacia Allamand, Mayte Rodríguez, Bárbara Ruiz-Tagle y Catalina Olcay. Con Álvaro Morales, Felipe Braun, Tiago Correa y Héctor Noguera en roles masculinos principales, y cuenta con la participación especial de Roberto Vander.

## Argumento
Atenea Magallanes (Katty Kowaleczko) logra escapar de su encierro con la ayuda del gran amor de su juventud, el psicólogo Horacio Leiva (Felipe Braun), con el objetivo de recuperar a la hija que su gemela Minerva Magallanes (Katty Kowaleczko) les quitó en el pasado. Durante su huida, Atenea logra reducir a Minerva y cambiar sus ropas por las de ella. De este modo, se hace pasar por su hermana, tomando su lugar en la Brigada Policial de Investigaciones (BPI) y asegurándose que la cruel gemela quede recluida en la clínica psiquiátrica.
Convertida en la inspectora Magallanes, queda a cargo de un escuadrón de guapas y valientes detectives infiltradas, quienes sin sospecharlo serán lideradas por la exactriz Atenea, quien las guiará en la ardua tarea de descubrir que esconde la mafia de la familia Santo Domingo y de paso, encontrar a la hija que hace 20 años le arrebataron y que está mucho más cerca de lo que nadie imagina.
Las detectives se infiltrarán en la vida de los corruptos Santo Domingo. Nina Engel (Ignacia Allamand) será la barman en el Salón Infierno, un exclusivo centro de eventos donde Lucio Santo Domingo (Álvaro Morales), su padre Faustino (Héctor Noguera) y sus secuaces Lautaro (Tiago Correa), Rómulo "Trauko" (Juan Pablo Ogalde) dan rienda suelta a sus excesos. Consuelo Guerrero (Mayte Rodríguez) se transformará en la asistente personal de Lucio. Amparo Barrientos (Bárbara Ruiz-Tagle) en la enfermera del padre de éste, el siniestro empresario de la salud Faustino Santo Domingo (Héctor Noguera), e Ivanka Solís (Catalina Olcay) se infiltrará como la nana de la familia, enterándose de secretos que van más allá de lo imaginable.
Todo se complicará aún más, cuando la encerrada inspectora Minerva Magallanes logre comprobar que ha sido erróneamente confundida por su hermana Atenea, y regrese al mundo exterior con la sola misión de destruir a su hermana y a todos sus secuaces.

## Reparto

### Principales
- Katty Kowałeczko como Atenea Magallanes / Minerva Magallanes[10][11]
- Álvaro Morales como Lucio Santo Domingo[12]
- Felipe Braun como Horacio Leiva[13]
- Héctor Noguera como Faustino Santo Domingo[14]
- Ignacia Allamand como Nina Engel
- Tiago Correa como Lautaro Verdugo
- Mayte Rodríguez como Consuelo Guerrero
- Bárbara Ruiz-Tagle como Amparo Barrientos
- Catalina Olcay como Ivanka Solís
- Willy Semler como Aldo Zubizarreta
- Malucha Pinto como Nélida Verdugo
- Shlomit Baytelman como Libertad León
- Paulo Brunetti como Bautista Piantini
- Esperanza Silva como Débora Meneses
- Juan Pablo Ogalde como Rómulo «Trauco» Barraza
- Marcela Del Valle como Macarena Sastre
- Santiago Tupper como Mikel Muñoz
- Ariel Levy como Cristóbal Espejo
- César Arredondo como Nelson Ballesteros
- Sebastián Arrigorriaga como Nataniel Santo Domingo
- Susana Hidalgo como Soledad Zubizarreta

## Producción
El inicio de grabaciones comenzó en septiembre de 2010. Esperanza Silva fue sacada del reparto en octubre de 2010 por realizar una denuncia contra la cadena. Infiltradas se estrenó en televisión el 3 de enero de 2011 con 19.8 puntos de audiencia.

## Recepción
| Horario              | # Eps. | Estreno            | Estreno         | Final              | Final           | Posición  | Temporada | Promedio Final |
| Horario              | # Eps. | Data               | Primer capítulo | Data               | Último capítulo | Audiencia | Temporada | Promedio Final |
| -------------------- | ------ | ------------------ | --------------- | ------------------ | --------------- | --------- | --------- | -------------- |
| lunes a jueves 22:30 | 79     | 3 de enero de 2011 | 19,8            | 26 de mayo de 2011 | 16,9            | 2         | 2011      | 14,4           |

## Transmisiones
- 2012: Telerama (Ecuador)[17]